# Wilhelmine Lübke
Wilhelmine Lübke z domu Keuthen (ur. 9 maja 1885 w Ramsbeck, zm. 3 maja 1981 w Bonn) – niemiecka nauczycielka i działaczka społeczna, założycielka fundacji Kuratorium Deutsche Altershilfe, pierwsza dama Niemiec (1959–1969).

## Życiorys
Wilhelmine Lübke urodziła się w Sauerlandzie w rodzinie Otto Keuthena, kierownika biura irmy wydobywczej Stolberger Zink-AG w Ramsbeck. Po przedwczesnej śmierci ojca, przeniosła się wraz z matką i rodzeństwem do Münster w Westfalii. Po ukończeniu szkoły powszechnej i gimnazjum, uczęszczała do seminarium nauczycielskiego w Paderborn, a następnie pracowała jako nauczycielka w szkole powszechnej w Hamm. W 1908 zdała nauczycielski egzamin uzupełniający, pozwalający na nauczanie na wyższych szczeblach szkolnictwa.
Od 1911 roku studiowała matematykę, filozofię oraz germanistykę i literaturę niemiecką na Westfalskim Uniwersytecie Wilhelma w Münster. Pracowała w miejskim liceum w Lüdinghausen, a następnie w Franziskus-Oberlyzeum w Berlinie.

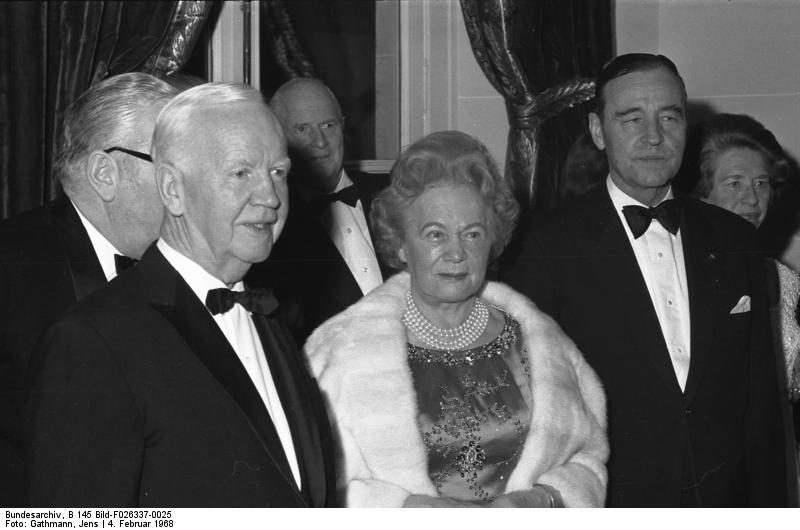
Wilhelmine i Heinrich Lübke podczas przyjęcia dyplomatycznego w ambasadzie Niemiec w Paryżu.

Po zamążpójściu w 1929 roku, zrezygnowała z pracy pedagogicznej, poświęcając się wsparciu kariery politycznej męża i samokształceniu, skupiając się na nauce języków obcych. Biegle posługiwała się językiem angielskim, francuskim, hiszpańskim, włoskim i rosyjskim. W 1934, po aresztowaniu jej męża na 20 miesięcy przez władze nazistowkie, Lübke utrzymywała się, udzielając korepetycji i wynajmując pokoje w swoim domu jednorodzinnym.
Pod koniec wojny opuściła Berlin z powodu nalotów bombowych i przeniosła się do swojej siostry w Düsseldorfie, gdzie w 1945 dołączył do niej mąż. W 1953, po powołaniu Heinricha Lübkego na federalnego ministra rolnictwa, przeniosła się do Bonn.

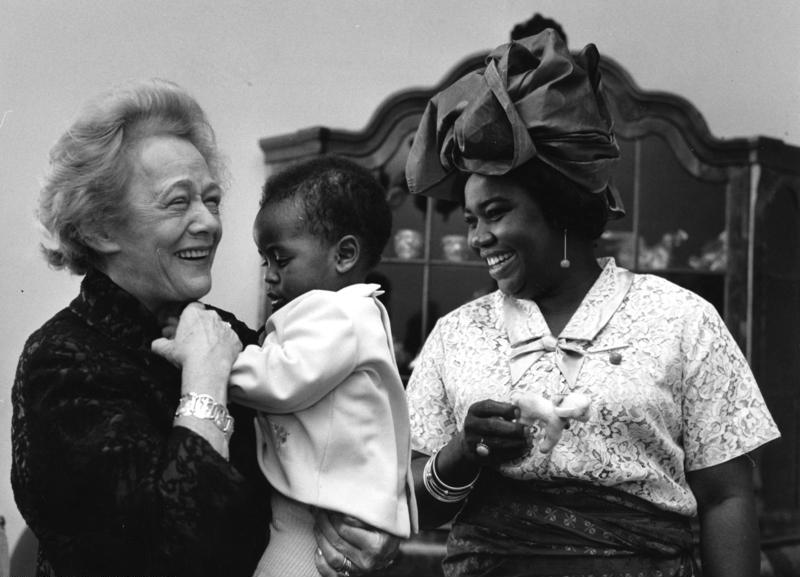
Wilhelmine Lübke podczas wizyty w nigeryjskiej ambasadzie.

W latach 1959–1969 pełniła obowiązki pierwszej damy Niemiec. Została przewodniczącą rady fundacji Muttergenesungswerk, założonej przez jej poprzedniczkę, Elly Heus-Kanpp. W 1962 założyła Kuratorium Deutsche Altershilfe, zajmującej się problematyką osób starszych i opieki geriatrycznej. Rozpropagowała programy opieki krótkoterminowej i dziennej nad seniorami oraz ideę Essen auf Rädern, polegającej na regularnym dostarczaniu przez wolontariuszy gotowych posiłków do domów seniorów. Ze względu na jej wyrazistą osobowość i charakter okres prezydentury Lübkego bywał żartobliwie nazywany epoką wilhelmińską (niem. wilhelminische Epoche).
Po zakończeniu kadencji prezydenckiej męża, ich rezydencja pozostała miejscem spotkań bońskiej elity politycznej i licznych gości zagranicznych. Wilhelmine Lübke zmarła w Bonn w wieku 95 lat. Spoczywa w grobowcu rodzinnym na cmentarzu w Enkhausen.

## Życie prywatne
Keuthen poznała Heinricha Lübkego w 1922 w Berlinie. Para pobrała się 4 kwietnia 1929 w Berlinie-Wilmersdorfie. Małżeństwo pozostało bezdzietne.